# Gare de Rodalbe - Bermering
La gare de Rodalbe - Bermering est une ancienne gare ferroviaire française de la ligne de Réding à Metz-Ville, située au nord du bourg centre de la commune de Rodalbe, sur la route qui mène à Bermering, dans le département de la Moselle, en région Grand Est.
C'est une halte mise en service vers 1878 par la Direction générale impériale des chemins de fer d'Alsace-Lorraine (EL). Elle est fermée vers 1973 puis détruite.

## Situation ferroviaire
Établie à environ 258 mètres d'altitude, la halte de Rodalbe - Bermering est située au point kilométrique (PK) 105,092 de la ligne de Réding à Metz-Ville entre les gares de Bénestroff (ouverte) et de Morhange (ouverte).

## Histoire
La halte de Rodalbe - Bermering est mise en service vers 1878 par la Direction générale impériale des chemins de fer d'Alsace-Lorraine (EL) sur sa ligne de Metz à Réding. Un an après l'ouverture à l'exploitation de cette ligne.
Le 24 août 1939, une équipe de trois ouvriers descend dans le puits profond de 10 mètres pour le nettoyer avec l'aide d'une machine avec un moteur à essence. Pris de malaises du fait des gaz d'échappement du moteur seuls deux d'entre eux réussissent à remonter. Jules Pelletier, 51 ans, père de deux enfants et demeurant à Baronville est mort lorsque l'équipe de secours réussit à l'extraire du puits.
Elle est fermée vers 1973 par la Société nationale des chemins de fer français (SNCF).
Le bâtiment de la halte semble avoir été détruit entre 1980 et 1981.